# 林奕匡
林奕匡（英語：Phil Lam，1985年6月12日—），原名林漢輝（Phillip Lam），香港唱作男歌手，被譽為「香港唱作小天王」，現為Sony Music旗下藝人。他在加拿大纳奈莫出生，在闊里坎灘（Qualicum Beach）長大。他於2009年正式簽約香港Sony Music，成為唱作歌手。2014年憑《高山低谷》而走紅，奪得《2014年度勁歌金曲頒獎典禮》「最佳創作歌手金獎」、《2015年度叱咤樂壇流行榜頒獎典禮》「叱咤樂壇唱作人金獎」等獎項。2021年，林奕匡擔任無綫電視歌唱選秀節目《聲夢傳奇》客席導師。2022年，林奕匡擔任無綫電視歌唱選秀節目《聲夢傳奇2》導師。
林奕匡曾獲得的主要獎項包括《新城勁爆頒獎禮》「勁爆男歌手銀獎」兼「勁爆唱作人」、《十大中文金曲頒獎音樂會》「CASH最佳創作歌手獎」、《叱咤樂壇流行榜頒獎典禮》「叱咤樂壇唱作人金獎」，以及《香港金曲頒獎典禮》「香港金曲CASH創作歌手銀獎」。

## 經歷

### 演唱事業

#### 初期出道：2007年至2011年
2007年，林奕匡參加新秀歌唱大賽溫哥華選拔賽奪得冠軍。其後，代表溫哥華前往香港參加TVB8全球華人新秀歌唱大賽奪得季軍。
2009年，正式簽約香港索尼音樂娛樂，作為唱作歌手出道香港樂壇。林奕匡本應在2009年尾出道，因為剛好遇上HKRIA版權風波，所以計劃被延遲。
直至2010年9月，林奕匡才正式出道，推出首支國語派台歌《雨落大地》。同年11月11日，林奕匡舉行首個個人傳媒見面音樂會《聽·林奕匡 Showcase》，並於同年11月25日推出首張個人EP《Loaded》。
林奕匡奪得叱咤樂壇流行榜頒獎典禮叱咤樂壇生力軍銅獎、新城勁爆頒獎禮勁爆新人王及音樂先鋒榜年度（港台）先鋒新人獎項。
2011年，林奕匡和陳柏宇推出合唱歌曲《無限》。
在年尾的音樂頒獎典禮之中，奪得新城國語力頒獎禮新人王大獎，更憑和陳柏宇合唱的歌曲《無限》，奪得新城勁爆頒獎禮新城勁爆合唱歌曲大獎。

#### 低潮時期：2012年至2013年
2012年，林奕匡推出全創作唱片《Phil Lam》，全數收錄《Loaded》歌曲，但只派上新歌《三十歲前要完成的事》。及後，林奕匡的演唱事業處於休息狀態，在2013年沒有推出任何唱片及單曲。
由於HKRIA版權風波，他由2010年9月出道開始一直沒有機會出現於TVB的表演或宣傳，直至HKRIA與TVB於2013年3月21日的版權紛爭正式和解後，才於4月底的音樂節目《音樂在線Mega Live》首次亮相於TVB演唱。

#### 走紅時期：2014年至2016年
2014年推出新唱片《3》，憑派台歌曲《高山低谷》受到注目，並首次取得三台冠軍歌。在年尾的音樂頒獎典禮之中，林奕匡憑《高山低谷》取得新城勁爆歌曲、專業推介叱吒十大第十位及勁歌金曲獎，並首次得到叱咤樂壇唱作人銀獎。《高山低谷》的音樂影片是YouTube上觀看次數最多的粵語音樂影片之一，被視為林奕匡的代表作。
台灣歌手廖文強主動邀請林奕匡合作，舉行兩場分別在香港和台灣舉行的「林奕匡&廖文強 新朋友音樂會」大型音樂會。林奕匡亦在2014年多次在他人的演唱會或音樂會擔任嘉賓演唱。
2015年，林奕匡推出新唱片《有人共鳴》，並派上《頌讚詩》、《安徒生的錯》和《有人共鳴》，並與Robynn & Kendy推出合唱歌《新一天》。當中《頌讚詩》及《安徒生的錯》為四台冠軍歌，《安徒生的錯》和《有人共鳴》的Music Video在YouTube都各自得到過500萬點擊率。此外，林奕匡為同在Sony Music的陳柏宇的歌曲《別來無恙》作曲。在年尾的音樂頒獎典禮之中，林奕匡奪得叱咤樂壇流行榜頒獎典禮叱咤樂壇唱作人金獎、新城勁爆創作歌手、勁爆人氣歌手（男歌手）等獎項。
2016年，林奕匡推出首張全國語新曲加精選《小眾情人》。收錄在《有人共鳴》的派台歌曲《一雙手》與單曲《愛情小品》和《停止繁殖》皆成為三台冠軍歌。《一雙手》的Music Video在YouTube得到過750萬點擊率。在年尾的音樂頒獎典禮之中，林奕匡憑《愛情小品》奪得叱咤樂壇流行榜頒獎典禮專業推介叱吒十大第十位，憑《有人共鳴》奪得十大中文金曲，憑《一雙手》奪得勁歌金曲獎，並奪得新城勁爆頒獎典禮勁爆唱作人男歌手。

#### 平穩發展：2017年至2020年
2017年2月，林奕匡在麥花臣場館舉行三場《PHIL LIKE LIVE 2017》演唱會，同時推出全新唱片《Songs of Love》，其中歌曲《難得一遇》成為四台冠軍歌，並在YouTube得到過百萬點擊率。
年中，林奕匡推出全新歌曲《有淚多好》、《是日休息絕不工作》及《草原》，其中《有淚多好》及《草原》成為兩台冠軍歌曲。年尾推出專輯《My Taste of Life》，並舉行草原音樂會。
在年尾的音樂頒獎典禮之中，林奕匡得到新城勁爆頒獎禮勁爆唱作人及叱咤樂壇唱作人金獎，並憑歌曲《難得一遇》奪得十大中文金曲頒獎典禮十大中文金曲。
2018年1月，林奕匡在叱咤樂壇流行榜頒獎典禮宣布獲得香港居留權。

#### 個人突破：2021年

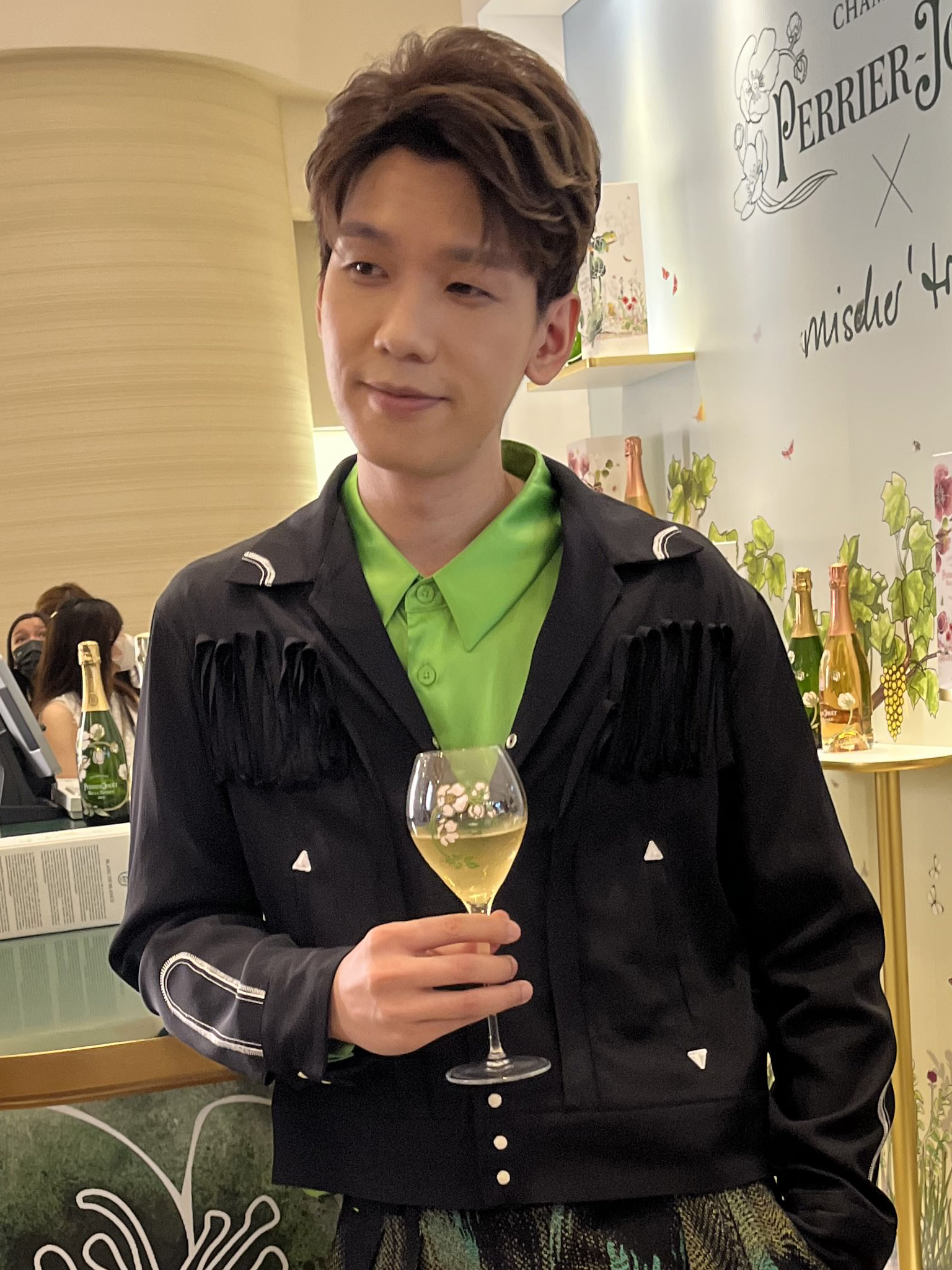
2022年5月24日於太古廣場

2021年，林奕匡在無綫電視歌唱選秀節目《聲夢傳奇》第10-11集擔任客席導師。
2021年，林奕匡先後推出EDM風格派台作品《時間的囚犯》及《沉思者》，其中《時間的囚犯》獲得三台冠軍及一台亞軍之佳績。
2021年9月，林奕匡推岀單曲《關於愛的碎念》，並首度邀請人氣女演員倪安慈合作。MV及歌曲所展現的哲學概念及表現大獲好評，不足兩個月在YouTube得到過八十萬點擊率。同時成為三台冠軍歌，並於新城及TVB亦獲得三甲以內的佳績。
2021年11月19日，林奕匡推出以哲學為主題的同名專輯《Philosophy》。其中收錄之單曲《解答》同日派台至各大平台。

#### 成為《聲夢傳奇2》導師：2022年
2022年，林奕匡繼上一年成為《聲夢傳奇》客席導師後，正式成為無綫電視歌唱選秀節目《聲夢傳奇2》導師。同年7月24日於《香港金曲頒獎典禮 2021/2022》獲頒「香港金曲CASH創作歌手 銀獎」。

### 感情生活
2017年3月，林奕匡在Instagram宣佈已經向拍拖9年的女友、前TVB主持李靄璣求婚成功。於2017年8月底在加拿大結婚。

### 意外受傷
2020年7月，林奕匡與朋友出海遊玩，下船時不慎失足發生意外，右手需打石膏，紗布包裹雙腳，並需要入院治理。他其後於社交平台上感謝醫護人員照料。

## 音樂作品

### 專輯
| 專輯 | 專輯名稱         | 發行公司          | 發行日期   | 專輯類型       | 曲目 |
| ---- | ---------------- | ----------------- | ---------- | -------------- | --- |
| 1st  | Loaded           | EP                | Sony Music | 2010年11月25日 | 曲目 CD 1. 雨落大地（國） 2. 寫詩（國） 3. 浮生六記（國） 4. 一個都不能少 5. 奇情夜 DVD 1. 雨落大地 MV 2. 寫詩 MV 3. 雨落大地 Live 4. 寫詩 Live 5. 一個都不能少 Live                                                                                |
| 2nd  | Phil Lam         | 大碟              | Sony Music | 2012年2月22日  | 曲目 CD 1. Stay With You Tonight（國） 2. 傷仲永（國） 3. 雨落大地（國） 4. 寫詩（國） 5. 單位（國） 6. J'adore（國） 7. 浮生六記（國） 8. 怎麼了（國） 9. 三十歲前要完成的事 10. 奇情夜 11. 一個都不能少                                           |
| 3rd  | 3                | EP                | Sony Music | 2014年4月25日  | 曲目 CD 1. Goodman（小眾情人廣東版） 2. 高山低谷（天淵之別廣東版） 3. 咫尺 4. I See You Everywhere（國） 5. 冥王星（國） 6. 大好人（國） |
| 4th  | 有人共鳴         | 大碟              | Sony Music | 2015年11月13日 | 曲目 CD 1. 安徒生的錯 2. 有人共鳴 3. 頌讚詩 4. 不相為謀 5. 一雙手 6. 新一天 7. 忘詞（國） 8. 跪下（國） 9. 小眾情人（Goodman國語版） |
| 5th  | 小眾情人         | 國語（新曲+精選） | Sony Music | 2016年6月8日   | 曲目 CD 1. 小眾情人（Goodman國語版） 2. 天淵之別（高山低谷國語版） （新歌） 3. 跪下（國） 4. Do You Know（國） （新歌） 5. 冥王星（國） 6. 寫詩（國） 7. 忘詞（國） 8. 雨落大地（國） 9. Stay With You Tonight（國） 10. 高山低谷（天淵之別廣東版） |
| 6th  | Songs of Love    | 大碟              | Sony Music | 2017年2月6日   | 曲目 CD 1. 不敢當 2. 第一個早晨 3. 愛情小品 4. 查無此字 5. 停止繁殖 6. 難得一遇 7. Missing You（別來無恙英文版） 8. All I Have Is You（還記得英文版） 9. Do You Know（國）                                                                          |
| 7th  | My Taste of Life | EP                | Sony Music | 2017年12月18日 | 曲目 CD 1. 有淚多好 2. 草原 3. 家常便飯 4. 是日休息絕不工作 5. 好好的聊個天 6. See You Tonight |
| 8th  | A Touch of       | 大碟              | Sony Music | 2018年11月2日  | 曲目 CD 1. 榮辱戰爭 2. 生之頌 3. 一世同學 4. Hold You Tight 5. 沒有你還沒有你 6. 從世界到我家 7. 花灑下的歌 8. Miracle – Stockholm Writing Camp Demo Version (English)                                                                              |
| 9th  | Finding Charlie  | 大碟              | Sony Music | 2020年4月17日  | 曲目 CD 1. 精神時間房 2. 孤獨的對岸 3. 黑方格 4. 大寂寞時代 5. 宇宙兄弟 6. 買不到的快樂 7. 重讀興趣班 8. 物之哀 |
| 10th | Philosophy       | EP                | Sony Music | 2021年11月19日 | 曲目 CD 1. 關於愛的碎念／Love Murmur 2. 沉思者／Thinker 3. 時間的囚犯／Prisoner of Time 4. 解答／The Answer 5. 佚名花／Nameless Flower（與黃妍合唱）                                                                                                |

### 單曲
| 推出日期 | 曲目                                | 作曲                                                           | 填詞                      | 編曲                                         | 監製                                          | 備註 |
| 2010年   |                                     |                                                                |                           |                                              |                                               | |
| 9月27日  | 雨落大地                            | 林奕匡                                                         | 方文山                    | Randy Chow／Edward Chan／徐浩                | Edward Chan／Charles Lee／King Kong           | |
| 2011年   |                                     |                                                                |                           |                                              |                                               | |
| 3月24日  | 寫詩                                | 林奕匡                                                         | 小廣                      | Fergus Chow                                  | 馮翰銘                                        | |
| 7月8日   | 無限                                | ヒロイズム／Kyohei                                             | 小廣                      | Tim Ngoh／馮翰銘                             | 馮翰銘                                        | 與陳柏宇合唱 |
| 11月4日  | Stay With You Tonight               | 林奕匡                                                         | 小廣                      | 馮翰銘                                       | 馮翰銘                                        | 《草原》國語版 |
| 11月30日 | 傷仲永（國）                        | 林奕匡                                                         | 小廣                      | 馮翰銘                                       | 馮翰銘                                        | |
| 2012年   |                                     |                                                                |                           |                                              |                                               | |
| 3月1日   | 三十歲前要完成的事                  | 林奕匡                                                         | 梁栢堅                    | Tim Ngoh                                     | 馮翰銘                                        | |
| 2014年   |                                     |                                                                |                           |                                              |                                               | |
| 3月22日  | Goodman                             | 林奕匡                                                         | 陳詠謙                    | Edward Chan／T-Ma                            | Edward Chan                                   | 國語版：小眾情人 |
| 4月      | I See You Everywhere                | 林奕匡                                                         | 多多，Rap詞：林奕匡       | 徐浩                                         | Edward Chan／徐浩                             | |
| 4月28日  | 高山低谷                            | 林奕匡                                                         | 陳詠謙                    | Edward Chan／黃兆銘                          | Edward Chan                                   | 另派 Live Take - 釋放版， 國語版：天淵之別                                                                                               |
| 6月30日  | 叱咤903節目《雙截棍》主題曲         | 林奕匡                                                         | 林奕匡                    | 林奕匡                                       | -                                             | |
| 7月11日  | 生命之歌                            | Ricky Martin／Salaam Remi／Elijah King／Afo Verde／Roxana Amed | 林怡鳳                    | Salaamremi.com                               | 陳美威／陳建騏／Edward Chan                   | 與Ricky Martin、金貴晟、李尚尚、隔壁團、林育群、劉偉德合唱                                                                               |
| 12月10日 | 頌讚詩                              | 林奕匡                                                         | 陳詠謙                    | Edward Chan／Cousin Fung／黃兆銘             | Edward Chan                                   | 另派 Acappella Version |
| 2015年   |                                     |                                                                |                           |                                              |                                               | |
| 4月10日  | 新一天                              | Robynn & Kendy／林奕匡                                         | 陳詠謙，Rap詞：Robynn Yip | Edward Chan／李一丁                          | Edward Chan／李一丁                           | 與Robynn & Kendy合唱 |
| 7月31日  | Now I Know                          | 盧凱彤／周柏豪／林奕匡／恭碩良／倪凱民                         | 黃仲凱／Ari Calangi       | -                                            | 倪凱民                                        | 與盧凱彤、周柏豪、恭碩良合唱，NETVIGATOR x MOOV 夢想系主題曲                                                                             |
| 7月30日  | 黑暗之中                            | 林奕匡                                                         | -                         | -                                            | -                                             | 香港電台《十二音樂門·逃》歌曲 |
| 10月2日  | 安徒生的錯                          | 林奕匡                                                         | 藍奕邦                    | Edward Chan                                  | Edward Chan                                   | |
| 11月12日 | 有人共鳴                            | 林奕匡                                                         | 林若寧                    | Edward Chan                                  | Edward Chan                                   | |
| 2016年   |                                     |                                                                |                           |                                              |                                               | |
| 2月15日  | 一雙手                              | 林奕匡                                                         | 陳詠謙                    | 雷柏熹                                       | Edward Chan                                   | |
| 8月16日  | 叱咤903節目《你好嘢》主題曲         | 林奕匡                                                         | 林奕匡                    | 林奕匡                                       | -                                             | |
| 8月23日  | 愛情小品                            | 林奕匡／Cousin Fung                                            | 陳詠謙                    | Edward Chan／Cousin Fung                     | Edward Chan                                   | |
| 11月22日 | 停止繁殖                            | 林奕匡／林家謙                                                 | 陳詠謙                    | Edward Chan                                  | Edward Chan                                   | |
| 2017年   |                                     |                                                                |                           |                                              |                                               | |
| 1月23日  | 難得一遇                            | 林奕匡                                                         | 陳詠謙                    | Edward Chan／Nick Wong                       | Edward Chan                                   | |
| 4月12日  | 查無此字                            | 林奕匡／李一丁                                                 | 陳詠謙                    | 李一丁                                       | Edward Chan                                   | |
| 8月9日   | 有淚多好                            | 林奕匡                                                         | 陳詠謙                    | Edward Chan／Jason Kui／Chan Siu Kei／李一丁 | Edward Chan                                   | |
| 11月2日  | 是日休息絕不工作                    | 林奕匡                                                         | 陳詠謙                    | 陳德華／陳少基／李一丁／Cousin Fung          | 陳偉業                                        | |
| 12月6日  | 草原                                | 林奕匡                                                         | 陳詠謙                    | Edward Chan／黃兆銘                          | Edward Chan                                   | |
| 2018年   |                                     |                                                                |                           |                                              |                                               | |
| 2月12日  | 好好的聊個天                        | 林奕匡                                                         | 陳詠謙                    | Edward Chan／鄺梓喬／Mike Yuen               | Edward Chan                                   | |
| 4月30日  | 從世界到我家                        | 林奕匡                                                         | 林寶                      | Edward Chan／Jason Kui／Chan Siu Kei／李一丁 | Edward Chan／鄺梓喬                           | Feat. 區子琳 |
| 6月19日  | 一世同學                            | 林奕匡                                                         | 林寶                      | Edward Chan／黄兆銘                          | Edward Chan／Cousin Fung／鄺梓喬              | |
| 10月5日  | 生之頌                              | Harry Sommerdahl／Gavin Jones／林奕匡                          | 林若寧                    | Harry Sommerdahl／Ariel Lai                  | Edward Chan                                   | 英文版：Miracle |
| 12月21日 | 花灑下的歌                          | 林奕匡／Cousin Fung                                            | 林寶                      | Cousin Fung／黃兆銘                          | Edward Chan／Cousin Fung                      | |
| 2019年   |                                     |                                                                |                           |                                              |                                               | |
| 3月14日  | 買不到的快樂                        | 溫翰文                                                         | 林若寧                    | 溫翰文                                       | Edward Chan                                   | |
| 9月20日  | 重讀興趣班                          | Cousin Fung／Nic Tsui／Edward Chan／雷柏熹／林奕匡             | 林寶                      | Cousin Fung／Edward Chan／雷柏熹             | Edward Chan／雷柏熹                           | |
| 11月29日 | 黑方格                              | 林奕匡                                                         | 林寶                      | 雷柏熹／Edward Chan                          | Edward Chan                                   | ft. Artem Konstantinov |
| 2020年   |                                     |                                                                |                           |                                              |                                               | |
| 2月14日  | 孤獨的對岸                          | 林奕匡                                                         | Oscar                     | 雷柏熹／Edward Chan                          | Edward Chan                                   | |
| 3月3日   | 一樣美麗（同心版）                  | 周興哲                                                         | 周興哲、吳易緯            | 于京延                                       | -                                             | 與周興哲、黃妍、E.viewz、Sezairi、陳柏宇、Benjamin Kheng、Ben&Ben、鄭心慈、Narelle、陳明憙、NYK、Ha Le、Wafa(Bahiyya Haneesa)、Fatin合唱 |
| 5月3日   | 物之哀                              | 林奕匡／Edward Chan／雷柏熹                                    | Oscar                     | Edward Chan／雷柏熹                          | Edward Chan                                   | |
| 5月18日  | 別為我好（我未夠好版）              | 林奕匡                                                         | 張楚翹                    | 張子堅                                       | Eric Kwok                                     | 與許靖韻合唱 |
| 7月6日   | 精神時間房                          | 林奕匡／Edward Chan                                            | 陳詠謙                    | Edward Chan                                  | Edward Chan                                   | |
| 2021年   |                                     |                                                                |                           |                                              |                                               | |
| 2月5日   | 時間的囚犯                          | 林奕匡                                                         | Oscar                     | Cousin Fung／Nic Tsui／Edward Chan           | Edward Chan／Cousin Fung／Matthew Sim／林奕匡 | |
| 4月30日  | 沉思者                              | 林奕匡                                                         | Oscar                     | Ariel Lai                                    | Edward Chan／Ariel Lai                        | |
| 9月17日  | 關於愛的碎念                        | 林奕匡                                                         | Oscar                     | Ariel Lai                                    | Edward Chan／Ariel Lai                        | |
| 11月19日 | 解答                                | 林奕匡                                                         | Oscar                     | Ariel Lai                                    | Edward Chan／Ariel Lai／Cousin Fung           | |
| 2022年   |                                     |                                                                |                           |                                              |                                               | |
| 11月12日 | 快樂瘋                              | Peterson                                                       | 林樂文 Avis               | Him Tang                                     | 于逸堯                                        | 《埋班作樂II》作品 |
| 2023年   |                                     |                                                                |                           |                                              |                                               | |
| 6月23日  | 台前幕後                            | 林奕匡                                                         | T-Rexx                    | Ariel Lai                                    | Edward Chan／Ariel Lai／Key Ng                | |
| 9月21日  | 獻醜                                | 鄧澄                                                           | 鄧澄                      | 溫翰文／Key Ng                               | 鄺梓喬／溫翰文／Key Ng                        | |
| 2024年   |                                     |                                                                |                           |                                              |                                               | |
| 3月6日   | 高山低谷（From THE FIRST TAKE）     | 林奕匡                                                         | 陳詠謙                    | 黃兆銘                                       | Edward Chan                                   | 舊曲重唱， THE FIRST TAKE（日本音樂YouTube頻道）版本                                                                                     |
| 3月21日  | 藝術 與 科學（From THE FIRST TAKE） | 林奕匡／Anson Chan                                             | 黃偉文                    | Anson Chan                                   | Edward Chan                                   | 與黃妍、葉巧琳合唱， THE FIRST TAKE（日本音樂YouTube頻道）版本                                                                           |
| 5月24日  | 波希米亞（沒有）狂想曲              | 林奕匡                                                         | 黃偉文                    | 黃兆銘                                       | Edward Chan／Cousin Fung／黃兆銘              | |
| 2025年   |                                     |                                                                |                           |                                              |                                               | |
| 5月23日  | 無題時想起的人                      | 林奕匡／Harry Kwan                                             | 林寶                      | Ariel Lai                                    | Edward Chan／Ariel Lai                        | |

### 創作作品
2010年
- 林奕匡 - 雨落大地（曲）
- 林奕匡 - 浮生六記（曲）
- 林奕匡 - 奇情夜（曲）
- 林奕匡 - 寫詩（曲）
- 林奕匡 - 一個都不能少（曲）

2011年
- 林奕匡 - Stay With You Tonight（曲）

2012年
- 林奕匡 - 傷仲永（曲）
- 林奕匡 - 單位（曲）
- 林奕匡 - J'adore（曲）
- 林奕匡 - 怎麼了（曲）
- 林奕匡 - 30歲前要完成的事（曲）
- 陳柏宇 - 二人世界（曲）

2013年
- 謝安琪 - 小頑童（曲）

2014年
- 林奕匡 - Goodman（曲）
- 林奕匡 - 咫尺（曲、詞）
- 林奕匡 - 冥王星（曲）
- 林奕匡 - 頌讚詩（曲）
- 林奕匡 - 高山低谷（曲）
- 林奕匡 - I See You Every Where（曲）
- 林奕匡 - 大好人（曲）
- 周柏豪 - 還記得（曲）

2015年
- 林奕匡 - 安徒生的錯（曲）
- 林奕匡 - 有人共鳴（曲）
- 林奕匡 - 不相為謀（曲）
- 林奕匡 - 一雙手（曲）
- 林奕匡 - 忘詞（曲）
- 陳柏宇 - 別來無恙（曲）
- 林奕匡 - 跪下（曲）
- 林奕匡 - 小眾情人（曲）
- Robynn & Kendy、林奕匡 - 新一天（曲）
- MastaMic Feat. 胡琳 - 無聊之歌（曲）
- 溫嵐 - 睡過頭（曲）

2016年
- 林奕匡 - 天淵之別（曲）
- 林奕匡 - Do You Know（曲）
- 林奕匡 - 愛情小品（曲）
- 林奕匡 - 停止繁殖（曲）
- 雨僑 - 大奇蹟日（曲）

2017年
- 林奕匡 - 不敢當（曲）
- 林奕匡 - 查無此字（曲）
- 林奕匡 - Missing You（曲、詞）
- 林奕匡 - 有淚多好（曲）
- 林奕匡 - 草原（曲）
- 林奕匡 - 家常便飯（曲）
- 陳柏宇 - 霸氣情歌（曲）
- 林奕匡 - 第一個早晨（曲）
- 林奕匡 - 難得一遇（曲）
- 林奕匡 - All I Have Is You（曲、詞）
- 林奕匡 - 是日休息絕不工作（曲）
- 林奕匡 - See You Tonight（曲、詞）
- 林奕匡 - 好好的聊個天（曲）
- 糖妹 - 一起不一起（曲）

2018年
- 林奕匡 Feat. Paula - 從世界到我家（曲）
- 林奕匡 - 一世同學（曲）
- JW - 維多利亞（曲）
- 李千那 - Jajambo（曲）
- 林奕匡 - 花灑下的歌（曲）
- 林奕匡 - 生之頌（曲）
- 林奕匡 - 榮辱戰爭（曲）
- 林奕匡 - 沒有你還沒有你（曲）

2019年
- 林奕匡 - 買不到的快樂（曲）
- 林奕匡 - 重讀興趣班（曲）
- 林奕匡 - 黑方格（曲）

2020年
- 林奕匡 - 孤獨的對岸（曲）
- 許靖韻 - 別為我好（曲）
- 林奕匡 - 精神時間房（曲）
- 林奕匡 - 大寂寞時代（曲）
- 林奕匡 - 宇宙兄弟（曲）
- 林奕匡 - 物之哀（曲）
- 林奕匡 、許靖韻 -別為我好（我未夠好版）
- 姜濤 - 孤獨病（曲）

2021年
- 林奕匡 - 時間的囚犯（曲、監）
- 林奕匡 - 沉思者（曲）
- 林奕匡 - 關於愛的碎念（曲）
- 林奕匡 - 解答（曲）
- 姜濤 - Dear my friend,（曲）
- 呂爵安、邱鋒澤 - 一表人才（曲）
- 呂爵安、邱鋒澤 - 年青有為（曲）
- 葉巧琳 - 難道我還未夠難（曲）

2022年
- 姚焯菲 - #BFF（曲）
- 田鴻傑 feat. 林奕匡 - 門墻（曲）
- 魏浚笙 - 第一個迷（曲）

2023年
- 林奕匡 - 台前幕後（曲）

2024年
- 黃妍 - 咖啡 鴛鴦 奶茶（曲）
- 林奕匡、黃妍、葉巧琳 - 藝術 與 科學（曲）
- 林奕匡 - 波希米亞（沒有）狂想曲（曲）
- 林奕匡 - 搖籃下的歌（曲）

2025年
- 陳柏宇 - 關於後悔（曲）
- 林奕匡 - 無題時想起的人（曲）
- 葉巧琳 - 小傷疤（曲）

### 派台歌曲成績
| 派台歌曲成績（四台） | 派台歌曲成績（四台）                | 派台歌曲成績（四台） | 派台歌曲成績（四台） | 派台歌曲成績（四台） | 派台歌曲成績（四台） | 派台歌曲成績（四台）                                                                    | 派台歌曲成績（四台） |      |
| -------------------- | ----------------------------------- | -------------------- | -------------------- | -------------------- | -------------------- | --------------------------------------------------------------------------------------- | --- | ---- |
| 唱片                 | 歌曲                                | 903                  | RTHK                 | 997                  | TVB                  | 備註                                                                                    | 備註 |      |
| 2010年               |                                     |                      |                      |                      |                      |                                                                                         | |      |
| Loaded               | 雨落大地                            | 2                    | 11                   | 3                    | ×                    |                                                                                         | |      |
| 2011年               |                                     |                      |                      |                      |                      |                                                                                         | |      |
| Loaded               | 寫詩                                | 11                   | 3                    | -                    | ×                    | 新城國語力：3                                                                           | 新城國語力：3 |      |
| Quinquennium         | 無限                                | 2                    | 3                    | 2                    | ×                    | 與陳柏宇合唱                                                                            | 與陳柏宇合唱 |      |
| Phil Lam             | Stay With You Tonight               | -                    | 13                   | -                    | ×                    | 新城國語力：1                                                                           | 新城國語力：1 |      |
| Phil Lam             | 傷仲永                              | 9                    | 3                    | 5                    | ×                    | 新城國語力：3                                                                           | 新城國語力：3 |      |
| 2012年               |                                     |                      |                      |                      |                      |                                                                                         | |      |
| Phil Lam             | 三十歲前要完成的事                  | 2                    | 3                    | 3                    | ×                    |                                                                                         | |      |
| 2014年               |                                     |                      |                      |                      |                      |                                                                                         | |      |
| 3                    | Goodman                             | 2                    | 1                    | 2                    | 3                    | 首支冠軍歌                                                                              | 首支冠軍歌 |      |
| 3                    | 高山低谷                            | 1                    | 3                    | 1                    | 1                    | 首支三台冠軍歌 另派Live Take - 釋放版版本                                               | 首支三台冠軍歌 另派Live Take - 釋放版版本                                                                                      |      |
|                      | 生命之歌                            | -                    | -                    | -                    | -                    | 與Ricky Martin、金貴晟、李尚尚、隔壁團、林育群、劉偉德合唱                              | 與Ricky Martin、金貴晟、李尚尚、隔壁團、林育群、劉偉德合唱                                                                     |      |
| 3                    | I See You Everywhere                | -                    | -                    | -                    | -                    | 新城國語力：3                                                                           | 新城國語力：3 |      |
| 有人共鳴             | 頌讚詩                              | 1                    | 1                    | 1                    | 1                    | 首支四台冠軍歌 跨年上榜 另派Acappella Version版本                                       | 首支四台冠軍歌 跨年上榜 另派Acappella Version版本                                                                              |      |
| 2015年               |                                     |                      |                      |                      |                      |                                                                                         | |      |
| 有人共鳴             | 新一天                              | 10                   | 2                    | 3                    | ×                    | 與Robynn & Kendy合唱                                                                    | 與Robynn & Kendy合唱 |      |
| Roundabout           | Now I Know                          | -                    | -                    | -                    | -                    | 與盧凱彤、周柏豪、恭碩良合唱 NETVIGATOR x MOOV 夢想系主題曲                             | 與盧凱彤、周柏豪、恭碩良合唱 NETVIGATOR x MOOV 夢想系主題曲                                                                    |      |
| 有人共鳴             | 安徒生的錯                          | 1                    | 1                    | 1                    | 1                    | 四台冠軍歌 澳門電台「華語歌曲排行榜」：5                                                | 四台冠軍歌 澳門電台「華語歌曲排行榜」：5                                                                                       |      |
| 有人共鳴             | 有人共鳴                            | 5                    | 1                    | 2                    | -                    | 跨年上榜 DBC華語歌曲流行指數：1                                                         | 跨年上榜 DBC華語歌曲流行指數：1                                                                                                |      |
| 2016年               |                                     |                      |                      |                      |                      |                                                                                         | |      |
| 有人共鳴             | 一雙手                              | 16                   | 1                    | 1                    | 1                    | 三台冠軍歌 DBC華語歌曲流行指數：(1) 全球華語歌曲排行榜：3                               | 三台冠軍歌 DBC華語歌曲流行指數：(1) 全球華語歌曲排行榜：3                                                                      |      |
| Songs of Love        | 愛情小品                            | 1                    | 1                    | 2                    | 1                    | 三台冠軍歌 DBC華語歌曲流行指數：(1)                                                     | 三台冠軍歌 DBC華語歌曲流行指數：(1)                                                                                            |      |
| Songs of Love        | 停止繁殖                            | 2                    | 1                    | 1                    | 1                    | 三台冠軍歌 跨年上榜                                                                     | 三台冠軍歌 跨年上榜 |      |
| 2017年               |                                     |                      |                      |                      |                      |                                                                                         | |      |
| Songs of Love        | 難得一遇                            | 1                    | 1                    | 1                    | 1                    | 四台冠軍歌 hmv PLAY 本週新歌排行榜：7                                                   | 四台冠軍歌 hmv PLAY 本週新歌排行榜：7                                                                                          |      |
| Songs of Love        | 查無此字                            | 11                   | -                    | 4                    | -                    |                                                                                         | |      |
| My Taste of Life     | 有淚多好                            | 1                    | 3                    | 1                    | 2                    |                                                                                         | |      |
| My Taste of Life     | 是日休息絕不工作                    | 2                    | 1                    | 2                    | 5                    | hmv PLAY 本週新歌排行榜：9 加拿大至 HIT 中文歌曲排行榜：2 澳門電台「華語歌曲排行榜」：9 | hmv PLAY 本週新歌排行榜：9 加拿大至 HIT 中文歌曲排行榜：2 澳門電台「華語歌曲排行榜」：9                                        |      |
| My Taste of Life     | 草原                                | 1                    | 1                    | 3                    | 3                    | 跨年上榜 加拿大至 HIT 中文歌曲排行榜：6                                                 | 跨年上榜 加拿大至 HIT 中文歌曲排行榜：6                                                                                        |      |
| 2018年               |                                     |                      |                      |                      |                      |                                                                                         | |      |
| My Taste of Life     | 好好的聊個天                        | 12                   | -                    | 5                    | -                    | 加拿大至 HIT 中文歌曲排行榜：2                                                          | 加拿大至 HIT 中文歌曲排行榜：2                                                                                                 |      |
| A Touch of           | 從世界到我家                        | 4                    | 3                    | 5                    | -                    | Featuring Paula                                                                         | Featuring Paula |      |
| A Touch of           | 一世同學                            | 1                    | 3                    | 1                    | 3                    |                                                                                         | |      |
| A Touch of           | 生之頌                              | 18                   | 3                    | 4                    | -                    | 加拿大至 HIT 中文歌曲排行榜：3                                                          | 加拿大至 HIT 中文歌曲排行榜：3                                                                                                 |      |
| A Touch of           | 花灑下的歌                          | 2                    | 2                    | 2                    | 3                    | 跨年上榜 加拿大至 HIT 中文歌曲排行榜：6                                                 | 跨年上榜 加拿大至 HIT 中文歌曲排行榜：6                                                                                        |      |
| 2019年               |                                     |                      |                      |                      |                      |                                                                                         | |      |
| Finding Charlie      | 買不到的快樂                        | 2                    | 1                    | 1                    | 3                    | 加拿大至 HIT 中文歌曲排行榜：4                                                          | 加拿大至 HIT 中文歌曲排行榜：4                                                                                                 |      |
| Finding Charlie      | 重讀興趣班                          | 1                    | 4                    | 1                    | 5                    | 加拿大至 HIT 中文歌曲排行榜：8                                                          | 加拿大至 HIT 中文歌曲排行榜：8                                                                                                 |      |
| Finding Charlie      | 黑方格                              | 1                    | 2                    | 2                    | -                    | 跨年上榜 加拿大至 HIT 中文歌曲排行榜：9                                                 | 跨年上榜 加拿大至 HIT 中文歌曲排行榜：9                                                                                        |      |
| 2020年               |                                     |                      |                      |                      |                      |                                                                                         | |      |
| Finding Charlie      | 孤獨的對岸                          | 1                    | 1                    | 1                    | -                    | 三台冠軍歌 加拿大至 HIT 中文歌曲排行榜：10                                              | 三台冠軍歌 加拿大至 HIT 中文歌曲排行榜：10                                                                                     |      |
|                      | 一樣美麗（同心版）                  | -                    | -                    | 2                    | ×                    | 與周興哲、索尼音樂群星合唱                                                              | 與周興哲、索尼音樂群星合唱 |      |
| 派台歌曲成績（五台） |                                     |                      |                      |                      |                      |                                                                                         | |      |
| 唱片                 | 歌曲                                | 903                  | RTHK                 | 997                  | TVB                  | ViuTV                                                                                   | 備註 | 備註 |
| 2020年               |                                     |                      |                      |                      |                      |                                                                                         | |      |
| Finding Charlie      | 物之哀                              | 8                    | 11                   | 4                    | -                    | -                                                                                       | 加拿大至 HIT 中文歌曲排行榜：12                                                                                                |      |
| Step Forward         | 別為我好（我未夠好版）              | -                    | -                    | 4                    | 4                    | -                                                                                       | 與許靖韻合唱 |      |
| Finding Charlie      | 精神時間房                          | -                    | 10                   | 2                    | -                    | 1                                                                                       | 加拿大至 HIT 中文歌曲排行榜：5                                                                                                 |      |
| 2021年               |                                     |                      |                      |                      |                      |                                                                                         | |      |
| Philosophy           | 時間的囚犯                          | 1                    | 1                    | ×                    | 1                    | 2                                                                                       | 三台冠軍歌 加拿大至 HIT 中文歌曲排行榜：8                                                                                      |      |
| Philosophy           | 沉思者                              | 2                    | 2                    | ×                    | 4                    | 1                                                                                       | 加拿大至 HIT 中文歌曲排行榜：9                                                                                                 |      |
| Philosophy           | 關於愛的碎念                        | 1                    | 1                    | 3                    | 2                    | 1                                                                                       | 三台冠軍歌 首支五台上榜歌 加拿大至 HIT 中文歌曲排行榜：15                                                                      |      |
| Philosophy           | 解答                                | 3                    | 3                    | 4                    | 3                    | 2                                                                                       | 加拿大至 HIT 中文歌曲排行榜：9                                                                                                 |      |
| 2023年               |                                     |                      |                      |                      |                      |                                                                                         | |      |
|                      | 台前幕後                            | 2                    | 1                    | 1                    | 1                    | 1                                                                                       | 四台冠軍歌 （連同ViuTV） 另派Backstage@the city版本（Featuring 力臻） 加拿大至 HIT 中文歌曲排行榜：3（Backstage@the city：11） |      |
| 2024年               |                                     |                      |                      |                      |                      |                                                                                         | |      |
|                      | 高山低谷（From THE FIRST TAKE）     | -                    | -                    | 14                   | ×                    | ×                                                                                       | 舊曲重唱 加拿大至 HIT 中文歌曲排行榜：16                                                                                       |      |
|                      | 藝術 與 科學（From THE FIRST TAKE） | 1                    | -                    | 1                    | ×                    | -                                                                                       | 與黃妍、葉巧琳合唱 |      |
|                      | 波希米亞（沒有）狂想曲              | 1                    | 2                    | 2                    | 3                    | 2                                                                                       | 加拿大至 HIT 中文歌曲排行榜：18                                                                                                |      |
|                      | 正能量 活潑 唱歌者                  | 9                    | 1                    | 2                    | 2                    | 2                                                                                       | 加拿大至 HIT 中文歌曲排行榜：6                                                                                                 |      |
|                      | 搖籃下的歌                          | 1                    | 2                    | 1                    | -                    | 3                                                                                       | 加拿大至 HIT 中文歌曲排行榜：1                                                                                                 |      |
| 2025年               |                                     |                      |                      |                      |                      |                                                                                         | |      |
|                      | 無題時想起的人                      | 1                    | -                    | 1                    | -                    | 4                                                                                       | 加拿大至 HIT 中文歌曲排行榜：18                                                                                                |      |

| 各台冠軍歌總數 | 各台冠軍歌總數 | 各台冠軍歌總數 | 各台冠軍歌總數 | 各台冠軍歌總數 | 各台冠軍歌總數    | 各台冠軍歌總數                      |
| -------------- | -------------- | -------------- | -------------- | -------------- | ----------------- | ----------------------------------- |
| 四台a          | 903            | RTHK           | 997            | TVB            | 備註              | 備註                                |
| 四台a          | 17             | 16             | 15             | 9              | 四台冠軍歌總數：3 | 四台冠軍歌總數：3                   |
| 五台b          | 903            | RTHK           | 997            | TVB            | ViuTV             | 備註                                |
| 五台b          | 6              | 4              | 4              | 2              | 4                 | 五台冠軍歌總數：0 四台冠軍歌總數：1 |

- （*）仍在榜上
- （-）未能上榜
- （×）沒有派往該台，其中包括由於2010年至2012年TVB以及2021年新城與包括其所屬索尼音樂娛樂的HKRIA版稅紛爭
- （(1)）兩週冠軍
- ^  注解a：包括2020年後的冠軍歌曲
- ^  注解b：2020年起

## 演出

### 音樂會／演唱會
2010年
- 11月6日：新城love & the city音樂會
- 11月11日：《聽·林奕匡 Showcase》

2011年
- 1月15日：朗豪坊Live Stage 小型音樂會
- 3月12日：American Eagle Grand Opening 宣傳活動
- 8月12日：青年活力群星音樂會- 表演嘉賓
- 9月17日：Sony Ericsson 十週年晚會 - 表演嘉賓
- 10月28/30日：香港美酒佳餚巡禮 小型音樂會 (2場).

2012年
- 2月3/10/17/24日：朗豪坊Live Stage 小型音樂會（4場）
- 3月17日：新城唱好靚聲最強音樂會
- 9月19日：圍你音樂會
- 11月4日：香港美酒佳餚巡禮 小型音樂會

2013年
- 8月31日：Gimme Live 音樂會
- 12月29日：陳柏宇Tales演唱會 - 表演嘉賓

2014年
- 1月11日：陳柏宇Tales演唱會 - 表演嘉賓
- 2月28日：2013葵青青少年閉幕禮暨頒獎禮
- 3月1日：星光大道多璀璨 - 小型音樂會
- 3月7/14/21/28日：朗豪坊Live Stage 小型音樂會（4場）
- 3月9日：Fullcup Music Café 小型音樂會
- 4月26日：星光大道多璀璨 - 小型音樂會
- 4月30日：陳柏宇Tales演唱會 - 表演嘉賓
- 5月11日：公平貿易 Fair Trade Fortnight 表演嘉賓
- 5月22日：Red Mr. Music Fiesta 小型音樂會
- 5月23日：Yahoo! Mini Gig 小型音樂會
- 5月29日：Roadshow 有腦大行動 - 表演嘉賓
- 5月30日：香港青年音樂節 表演嘉賓
- 5月31日：CD warehouse <3> Showcase
- 6月6日：W Hotel Woobar 小型音樂會
- 6月7日：堅持綠色信念踏破世界紀錄啟動禮 - 表演嘉賓
- 7月10日：傑出青年協會 夢想工程活動 - 表演嘉賓
- 7月12日：誠品書店 小型音樂會
- 7月13日：APM放榜前的一個晚上- 表演嘉賓
- 7月20日：愛心滿東華活動 - 表演嘉賓 及 愛心大使
- 7月25日：W Hotel Woobar Launch party - 表演嘉賓
- 8月2日：Gimme Live 音樂會
- 8月10日：領匯x商業電台 低碳30 - 表演嘉賓
- 8月23日：DJ小王者- 活動表演嘉賓
- 8月24日：太陽計劃 - 表演嘉賓
- 8月29日：美何樓熱辣辣音樂會
- 9月5日：東華三院晚會 -表演嘉賓
- 9月13日：HMV二十週年 live show
- 10月4日：康宏圖騰跑2014 表演嘉賓
- 10月10日：觀音廟 大坑舞火龍 - 表演嘉賓
- 10月24日：Yahoo Shine Awards - 表演嘉賓
- 10月30日：新城WeWa鬼叫CooLloween 音樂 Party - 表演嘉賓
- 10月31日：Halloween Party on Ice at Cityplaza - 表演嘉賓
- 11月2日：Hong Kong Wine & Dine Festival - 小型音樂會
- 11月3日：Yahoo Big Idea Chair Awards - 表演嘉賓
- 11月5日：Sony x Youtube Sharing event - 表演嘉賓
- 11月7日：Hennessy Artistry Concert - 表演嘉賓
- 11月9日：Full Cup music Cafe - 小型音樂會
- 11月16日：世界心臟日 - 表演嘉賓
- 11月23日：Sony Hi Res Audio Experience event - 小型音樂會。
- 12月7日：機電安全嘉年華 - 表演嘉賓
- 12月13日：太古城中心聖誕歌集 - 表演嘉賓。

2015年
- 1月24日：「林奕匡&廖文強 新朋友音樂會」台北場 - 大型音樂會[12]
- 2月26日：「林奕匡&廖文強 新朋友音樂會」香港場 - 大型音樂會[12]
- 3月14日：澳門綠化週嘉年華 - 表演嘉賓
- 5月15日：Touch Mi 鄭秀文世界巡迴演唱會澳門站 - 表演嘉賓
- 7月18日：KKBOX LIVE 陳詠謙 & Friends 音樂會 - 表演嘉賓
- 8月26日：網上行 x MOOV夢想系音樂會 - ROCK YOUR DREAM - 大型音樂會[13]

2016年
- 6月9日：KKBOX LIVE 陳柏宇 X 林奕匡 一起唱音樂會（香港會議展覽中心）[14]

2017年
- 2月9-11日：「Levi's Presents: MacPherson Festival x Phil Like Live 2017」（麥花臣場館）
- 9月15日：「星星地產呈獻: DStage 夢者舞台 之 我有我彩虹音樂會」（麥花臣場館）[15]
- 11月25日： 鄭秀文 Sammi Cheng - 鄭秀文VIP音樂私享會

2018年
- 11月3日及4日：「PHILROMANTIC 林奕匡 2018 香港演唱會」（匯星 Star Hall, KITEC）

2019年
- 8月17日：「PHILROMANTIC 林奕匡 2019 巡迴演唱會」廣州站（廣州中央車站）；表演嘉賓：黃妍
- 8月31日：「PHILROMANTIC 林奕匡 2019 巡迴演唱會」佛山站（南海劇院）；表演嘉賓：黃妍
- 11月9日：「PHILROMANTIC 林奕匡 2019 巡迴演唱會」江門站（東湖劇院）；表演嘉賓：黃妍
- 12月7日：「PHILROMANTIC 林奕匡 2019 巡迴演唱會」澳門站（澳門百老匯舞台）

2020年
- 2月15日：「PHILROMANTIC 林奕匡 2020 巡迴演唱會」東莞站（東莞市影劇院）
- 3月14日：「PHILROMANTIC 林奕匡 2020 巡迴演唱會」順德站（佛山順德演藝中心）
  - 受2019冠狀病毒病疫情影響，東莞站及順德站演唱會延期未舉行

2021年
- 7月23及24日：「FTLife富通保險呈獻林奕匡Phil Lam 2021音樂會」（九龍灣國際展貿中心3/F展覽廳2）

2023年
- 6月17日:「林奕匡 關於愛的... 演唱會」廣州站（廣州中山紀念堂）
- 7月29日:「林奕匡 關於愛的... 演唱會」中山站（中山體育館）
- 8月26日:「新城台慶Music Fantasia音樂會2023」（香港會議展覽中心 Hall 5BC）
- 9月23日:「林奕匡 關於愛的... 演唱會」佛山站（佛山南海體育館）
- 12月2日:「林奕匡 關於愛的... 演唱會」東莞站（東莞市體育中心體育館）

2024年
- 3月23及24日：Blueprint of Memories, by Edward Chan - 表演嘉賓（亞洲國際博覽館Arena）
- 4月27及28日：高山低谷 10週年 Special - Phil Lam The Great Decade Live（胡李名靜體育館）
- 6月8日：新城唱好海洋公園音樂會 周禮茂作品展 - 表演嘉賓（香港海洋公園 • 怡慶坊）
- 7月20日:「高山低谷 10週年 Special - Phil Lam The Great Decade Live」廣州站（亞運城綜合體育館）
- 10月26日:「高山低谷 10週年 Special - Phil Lam The Great Decade Live」肇慶站（肇慶新區體育中心體育館）

2025年
- 3月29日:「高山低谷 10週年 Special - Phil Lam The Great Decade Live」江門站（江門體育中心體育館）
- 4月19日:「高山低谷 10週年 Special - Phil Lam The Great Decade Live」深圳站（龍華文體中心綜合館）
- 8月9日:「高山低谷 10週年 Special - Phil Lam The Great Decade Live」中山站（中山體育中心體育館）

### 電視節目
- 2010年11月7日：本港台、亞洲台——亞洲星光大道3
- 2010年12月19日：本港台、亞洲台——亞洲星光大道3
- 2011年2月9日：本港台、亞洲台——人氣春晚．唱紅亞洲
- 2011年5月29日：本港台、亞洲台——ATV台慶勁唱會表演嘉賓
- 2011年10月23日：本港台、亞洲台——亞洲星光大道4
- 2013年4月27日：翡翠台、高清翡翠台——音樂在線MegaLive
- 2014年2月24日：Now芒果台——操控音樂
- 2014年3月15日：J2——音樂工房
- 2014年3月26日：Now觀星台——Spotlight
- 2014年4月13日：翡翠台——360˚
- 2014年4月19日：翡翠台——無間音樂
- 2014年5月3日：J2——Music Café第170集
- 2014年5月25日：翡翠台——勁歌金曲
- 2014年5月26日：Now芒果台——操控音樂
- 2014年7月19日：翡翠台——無間音樂
- 2014年7月19日：翡翠台——360˚
- 2014年7月26日：J2——Music Café第182集
- 2014年7月27日：翡翠台——勁歌金曲
- 2014年8月3日：翡翠台——勁歌金曲
- 2014年9月：TVB娛樂新聞台——StarTalk
- 2014年11月1日：J2——Music Café第196集
- 2014年12月7日: J2——安樂蝸
- 2014年12月20日: 翡翠台、高清翡翠台——超級巨聲4
- 2015年1月9日：翡翠台——今日VIP
- 2015年1月25日：翡翠台——勁歌金曲
- 2015年3月8日：翡翠台、高清翡翠台——勁歌金曲
- 2015年7月5日：翡翠台、高清翡翠台——勁歌金曲
- 2015年7月13日：港台電視31——小學校際通識大賽 2015第九集
- 2017年3月24日：翡翠台——《千奇百趣特工隊》
- 2020年4月6日：翡翠台——《娛樂大家10點半》第16集
- 2020年4月19日：ViuTV——《Chill Club》第25集
- 2021年6月19日、26日：翡翠台——《聲夢傳奇》第10-11集客席星級歌手導師
- 2021年11月19日：翡翠台——《萬千星輝賀台慶》
- 2022年6月11日-：翡翠台——《聲夢傳奇2》星級歌手導師
- 2023年9月2日：翡翠台——《星光熠熠耀保良》[16]

## 獎項
2010年度
- 新城勁爆頒獎禮2010 - 新城勁爆新人王
- 2010年度叱咤樂壇流行榜頒獎典禮 - 叱咤樂壇生力軍 銅獎
- 《音樂先鋒榜》2010年度頒獎典禮 - 年度（港台）先鋒新人

2011年度
- 新城國語力頒獎禮2011 - 新城國語力新人王
- YAHOO!搜尋人氣大獎2011 - 搜尋人氣合唱歌2011《無限》（與陳柏宇合唱）
- 新城勁爆頒獎禮2011 - 新城勁爆合唱歌曲《無限》（與陳柏宇合唱）

2012年度
- 新城國語力頒獎禮2012 - 新城國語力原創歌曲《Stay With You Tonight》
- 新城勁爆頒獎禮2012 - 新城勁爆創作歌手

2013年度
- 第9屆「勁歌王」全球華人樂壇音樂盛典 - 勁歌唱作人

2014年度
- 新城國語力頒獎禮2014 - 新城國語力創作歌手
- 第一屆粵語歌曲排行榜頒獎典禮 - 進步大獎
- YAHOO!搜尋人氣大獎2014 - 人氣歌曲《高山低谷》
- 《音樂先鋒榜》2014年度頒獎典禮 - 音樂進步獎
- 新城勁爆頒獎禮2014 - 新城勁爆歌曲《高山低谷》、新城勁爆作曲大獎《高山低谷》、新城勁爆創作歌手 金獎
- 2014年度叱咤樂壇流行榜頒獎典禮 - 專業推介叱咤十大 第十位《高山低谷》、叱咤樂壇唱作人 銀獎
- 第三十七屆十大中文金曲頒獎音樂會 - 全年最佳進步獎 金獎
- 2014年度勁歌金曲頒獎典禮 - 勁歌金曲獎《高山低谷》、傑出表現獎 銀獎
- 2014年度TVB8金曲榜頒獎典禮 - TVB8金曲榜金曲獎《冥王星》、TVB8金曲榜最佳唱作歌手獎 銀獎

2015年度
- 新城國語力頒獎禮2015 - 新城國語力歌曲《冥王星》、新城國語力創作歌手
- 第二屆粵語歌曲排行榜頒獎典禮 - 最受歡迎合唱歌《新一天》（與Robynn & Kendy合唱）、最受歡迎歌曲獎《頌讚詩》
- 2015勁歌金曲優秀選第二回 - 得獎歌曲《安徒生的錯》
- YAHOO!人氣大獎2015 頒獎典禮 - 唱作歌曲《安徒生的錯》
- 2015年度勁歌金曲頒獎典禮 - 最佳創作歌手 金獎、勁歌金曲獎《安徒生的錯》
- 新城勁爆頒獎禮2015 - 新城勁爆人氣歌手（男歌手）、新城勁爆創作歌手
- 2015年度叱咤樂壇流行榜頒獎典禮 - 叱咤樂壇唱作人 金獎
- 第三十八屆十大中文金曲頒獎音樂會 - 十大中文金曲《安徒生的錯》

2016年度
- 2016勁歌金曲優秀選第一回 - 得獎歌曲《一雙手》
- DBC 2015-2016歌曲獎 DJ 熱選 得獎歌曲 - 愛情小品
- 2016勁歌金曲優秀選第二回 - 得獎歌曲《愛情小品》
- 新城勁爆頒獎禮2016 - 勁爆唱作人男歌手
- 2016年度叱咤樂壇流行榜頒獎典禮 - 專業推介叱咤十大 第十位《愛情小品》
- 第三十九屆十大中文金曲頒獎音樂會 - 十大中文金曲《有人共鳴》
- 2016年度勁歌金曲頒獎典禮 - 最佳創作歌手 金獎、勁歌金曲獎《一雙手》

2017年度
- 2017勁歌金曲優秀選第二回 - 得獎歌曲《有淚多好》
- YAHOO!人氣大獎2017 頒獎典禮 - 人氣歌曲《難得一遇》、本地唱作男歌手
- 第四十屆十大中文金曲 - 十大中文金曲《難得一遇》、CASH最佳創作歌手獎
- 新城勁爆頒獎禮2017 - 勁爆唱作人
- 2017年度叱咤樂壇流行榜頒獎典禮 - 叱咤樂壇唱作人 金獎

2018年度
- 第四十一屆十大中文金曲 - CASH最佳創作歌手獎
- 2018年度叱咤樂壇流行榜頒獎典禮 - 叱咤樂壇唱作人 金獎
- 新城勁爆頒獎禮2018 - 勁爆作曲《一世同學》、勁爆唱作人
- YAHOO!人氣大獎2018 頒獎典禮 - 唱作歌曲《一世同學》、本地唱作歌手

2019年度
- 新城勁爆頒獎禮2019 - 勁爆唱作人、勁爆作曲《重讀興趣班》（與Cousin Fung、Nic Tsui、Edward Chan、雷柏熹一同獲獎）

2020年度
- 新城勁爆頒獎禮2020 - 勁爆唱作人

2021年度
- 2021勁歌金曲優秀作品第一回 - 得獎歌曲《時間的囚犯》
- 2021年度叱咤樂壇流行榜頒獎典禮 - 叱咤樂壇唱作人 銅獎、叱咤樂壇我最喜愛的歌曲大獎《Dear My Friend,》（作曲）
- 香港金曲頒獎典禮 2021/2022 - 香港金曲CASH創作歌手獎 銀獎

2022年度
- 新城勁爆頒獎禮2022 - 勁爆作曲《難道我還未夠難》

2023年度
- 新城勁爆頒獎禮2023 - 勁爆唱作人

2024年度
- 新城勁爆頒獎禮2024 - 勁爆合唱歌曲 金獎《藝術 與 科學（From THE FIRST TAKE）》（與黃妍、葉巧琳合唱）、十大勁爆歌曲《搖籃下的歌》、勁爆男歌手 銀獎
- 2024年度叱咤樂壇流行榜頒獎典禮 - 專業推介叱咤十大 第六位《藝術 與 科學（From THE FIRST TAKE）》（與黃妍、葉巧琳合唱）

2025年度
- 第四十六屆十大中文金曲 - CASH最佳創作歌手獎 銅獎

## 外部連結
- 林奕匡的Instagram帳戶
- 林奕匡的Facebook專頁
- YouTube上的林奕匡頻道
- 林奕匡的新浪微博
- 林奕匡Sony Music官方網頁 （页面存档备份，存于）